# Jaime Tamariz
Jaime Tamariz (Guayaquil, 1972) es un comunicador, actor, productor y director de teatro ecuatoriano.

## Biografía
Estudió arte dramático en Madrid.

## Producciones

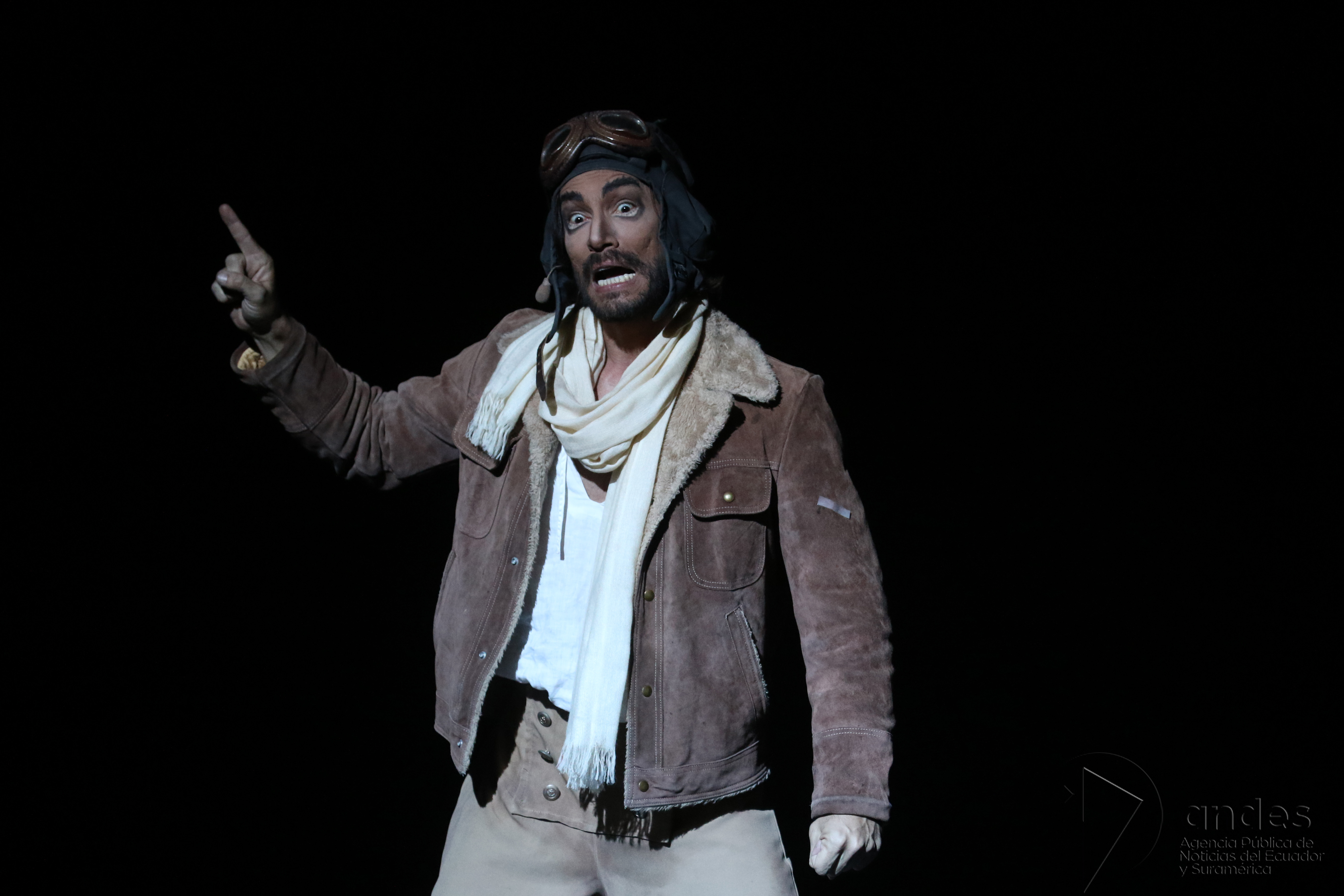
Jaime Tamariz interpretando al famoso Aviador de la obra El Principito, en 2017.

Tamariz ha realizado obras nacionales e internacionales en Ecuador, como director y productor. Entre ellas, están El Amante, Perros, La gata sobre el tejado caliente, One Flew Over the Cuckoo's Nest, El mago de Oz y otras.